# Ole Henrik Laub
Ole Henrik Laub, född 3 december 1937 i Århus, död 22 oktober 2019 i Assens i Mariagerfjords kommun, var en dansk författare. 
Laub debuterade 1967 med novellsamlingen Et sværd dyppet i honning. Han har sedan skrivit en lång rad novellsamlingar och romaner som alla behandlar den moderna människans fruktan och vanmakt. Han har också skrivit manus till radio- och TV-teater.